# (5583) Braunerová
5583 Braunerova (1989 EY1) – planetoida z grupy pasa głównego asteroid okrążająca Słońce w ciągu 4,88 lat w średniej odległości 2,88 j.a. Odkryta 5 marca 1989 roku.
Została nazwana na cześć czeskiej graficzki i malarki Zdenki Braunerovej.